# 駒井和愛
駒井和愛（こまい かずちか、1905年1月11日 - 1971年11月22日）は、日本の考古学者。東アジアの考古学で多大な功績をあげた。

## 略歴
1905年、富山県生まれ。早稲田大学を卒業。
1927年より東京帝国大学副手となり、原田淑人の指導を受け、1928年から1944年まで中国大陸の考古学的調査と研究に従事する。1928年には北京大学に留学し、馬衛教授のもとで金石学を修めて、1938年に東京帝国大学文学部講師、東方文化学院研究員となった。
1934年には立教大学文学部教授を兼務し、1945年まで同大学で考古学を講じた。立教大学で教えていた当時、駒込林町（現・文京区千駄木）に自宅があった。
1945年に東京帝国大学文学部考古学科助教授となり、1946年「鏡鑑を主材として考察したる六朝以前の文化」を東大に提出して文学博士号を取得。同年より東京帝国大学文学部講師。1951年に東京大学文学部教授に就任。
1946年より1955年まで日本女子大学講師、1946年より1960年まで早稲田大学講師を務めた。
1965年に東京大学を定年退官して名誉教授となった。
1952年から1966年まで日本学術会議東京学研究運絡委員を務め、1959年からは文化財専門審議会専門委員も務めた。
また、1954年には文部省在外研究員として国際東洋学者会議に出席し、1957年には新中考古学視察団に参加して中国を訪問した。
1967年より早稲田大学客員教授となり、1970年には文化財功労者として表彰を受けた。

## 研究内容・業績
中国、朝鮮半島の各地を調査、東アジア考古学の発展につくす。戦後は、1952年に、瀧川政次郎、島田正郎、安藤更生と相図って地方史研究所を設立し、北海道での調査に力を注いだ。

## 著書
- 『日本古代と大陸文化』(不死鳥文庫) 野村書店 1948
- 『東亜考古学』(世界歴史大系）平凡社 1949
- 『日本古代と大陸文化』野村書店 1949
- 『文化のあけぼの』(社会科文庫）三省堂出版 1949
- 『中国考古学研究』世界社 1952
- 『東亜考古学』弘文堂 1952
- 『アイヌの貝塚』福村書店 1952
- 『中国古鏡の研究』岩波書店 1953
- 『先史のアジア』(アジアの歴史文庫)福村書店 1953
- 『考古学入門』(要選書)要書房 1954
- 『登呂の遺跡』(日本歴史新書)至文堂 1955
- 『音江 北海道環状列石の研究』慶友社 1959
- 『オホーツク海沿岸・知床半島の遺跡』東京大学文学部 1964
- 『楽浪 漢文化の残像』中公新書 1972
- 『日本の巨石文化』学生社 1973
- 『中国古鏡の研究』岩波書店 1973
- 『中国考古学論叢』(考古民俗叢書）慶友社 1974
- 『考古小記』慶友社 1976
- 『中国都城・渤海研究』雄山閣出版 1977

### 共著
- 『牧羊城』原田淑人共著 東亜考古学会 1931
- 『支邦古器図攷』原田淑人共著 東亜考古学会 1932
- 『東洋考古学』江上波夫,後藤守一共著 平凡社, 1934
- 『東京城』原田淑人共著 東亜考古学会 1939
- 『上都:蒙古ドロンノールに於ける元代都址の調査』原田淑人共著 東亜考古学会 1941
- 『考古学概説』編. 世界社, 1951
- 『考古学ノート』全5巻　八幡一郎共編 日本評論新社 1957-58
- 『考古学概説』編 日本評論新社 1957
- 『世界考古学大系 第7巻  東アジア 第3(漢・南北朝・隋・唐時代)』編 平凡社 1959
- 『斐太 新潟県新井市の弥生聚落址』吉田章一郎共著. 慶友社 1962
- 『考古学概説』編 講談社 1972

## 論文
- <駒井和愛